# Редерер, Рената
Рена́та Ре́дерер (нем. Renate Räderer) — немецкая кёрлингистка.
В составе женской сборной ФРГ участница чемпионата мира 1981 (заняли девятое место).
Играла на позиции второго.

## Команды
| Сезон   | Четвёртый   | Третий     | Второй         | Первый        | Турниры           |
| ------- | ----------- | ---------- | -------------- | ------------- | ----------------- |
| 1980—81 | Альмут Хеге | Сюзанн Кох | Рената Редерер | Ингеборг Шток | ЧМ 1981 (9 место) |

(скипы выделены полужирным шрифтом)